# Aleksandr Tkaczow
Aleksandr Wasiljewicz Tkaczow, ros. Александр Васильевич Ткачёв (ur. 4 października 1957 w Siemiłukach) – radziecki gimnastyk (Rosjanin). Trzykrotny medalista olimpijski z Moskwy.
W drugiej połowie lat 70. znajdował się w ścisłej światowej czołówce i miał pewne miejsce w kadrze Związku Radzieckiego. W Moskwie triumfował w drużynie oraz w ćwiczeniach na poręczach. Zdobył szereg medali na mistrzostwach świata (m.in. złoto na drążku w 1981) i Europy (tytuł w wieloboju w 1981), był mistrzem kraju. Jedno z ćwiczeń wykonywanych na drążku nosi jego imię.

## Starty olimpijskie (medale)
Moskwa 1980
- poręcze, drużyna –  złoto
- kółka –  srebro